# The Signal (film, 2014)
Pour les articles homonymes, voir The Signal.
Pour plus de détails, voir Fiche technique et Distribution.
The Signal est un film de science-fiction américain coécrit et réalisé par William Eubank, sorti en 2014.

## Synopsis
Nic et Jonah sont étudiants au MIT. Passionnés par l'informatique, ils sont accusés à tort d'avoir déjoué le système de sécurité de leur université et manquent de se faire renvoyer.
Quand ils décident de faire un road trip à travers les États-Unis pour accompagner Hailey, la petite amie de Nic, à Caltech, son université, leur trajet va être détourné par un génie de l'informatique, NOMAD, qui va attirer l'attention de Nic et Jonah. Les trois jeunes gens font alors un détour par le Nevada et se retrouvent au milieu d'une zone étrangement isolée, quand soudain tout devient totalement noir.
C'est alors que Nic, Jonah et Hailey découvrent qu'ils font partie d'un complot qui les dépasse complètement. 

## Fiche technique
- Titre original et français : The Signal
- Réalisation : William Eubank
- Scénario : Carlyle Eubank, William Eubank, David Frigerio et Sebastian Gutierrez, d'après une histoire de William Eubank et David Frigerio
- Direction artistique : Meghan C. Rogers
- Décors : David Baca
- Costumes : Dorotka Sapinska
- Montage : Brian Berdan
- Musique : Nima Fakhrara
- Photographie : David Lanzenberg
- Production : Tyler Davidson et Brian Kavanaugh-Jones
- Sociétés de production : Automatik Entertainment et Low Spark Films
- Sociétés de distribution :  FilmDistrict
- Pays d'origine :  États-Unis
- Langue originale : anglais
- Durée : 97 minutes
- Genre : Film de science-fiction
- Dates de sortie
- États-Unis : 20 janvier 2014 (festival du film de Sundance 2014)
  -  États-Unis : 13 juin 2014
  -  France 4 février 2015 (directement en vidéo)

## Distribution
- Brenton Thwaites (VF : François Bérard) : Nic
- Olivia Cooke (VF : Barbara Probst) : Hailey
- Beau Knapp (VF : Glen Hervé) : Jonah
- Laurence Fishburne (VF : Paul Borne) : Damon
- Lin Shaye (VF : Frédérique Cantrel) : Mirabelle
- Robert Longstreet (VF : Frédéric Souterelle) : James

Source : Version française (VF) selon le carton du doublage français sur le DVD zone 2.

## Distinctions

### Nominations et sélections
- Festival du film de Sundance 2014 : sélection « New Frontier »